# Emeterio Emázabel
Emeterio Emázabel, fue pintor y docente venezolano, perteneciente a la etapa del retrato realista de la época de la Independencia.

## Biografía
Su trabajo data desde 1815 hasta 1872, aunque se desconoce su información personal y familiar. En 1816 comenzó su trabajo como retratista en Caracas. Realizó su pintura al óleo más conocida, un retrato doble del Arzobispo Narciso Coll y Prat y Vicente Aramburu en el que podemos apreciar el momento de la entrega de la tesis del seminarista a la autoridad eclesiástica. Emeterio Emázabel pintó este retrato doble para conmemorar la ocasión en que un criollo de la élite recibía su diploma en la Real y Pontificia Universidad de Caracas.
De este retrato se conservan tres copias: en el Palacio Arzobispal de Caracas, en la Catedral de Caracas y otra en el Brooklyn Museum.
Poca información se encuentra bajo dominio público y se desconocen muchas de sus obras, pero se decía que para 1832, Emeterio Emázabel ya residía en Angostura, llamada ahora Ciudad Bolívar, lugar al que llegó para satisfacer la ausencia de pintores.
En 1844, el nombre de Emeterio Emázabel aparece registrado en la nómina como uno de los fundadores del Liberalismo en Guayana, así en 1849 figura como gobernador del estado Bolívar.
Emázabel tenía una gran habilidad para el dibujo y dictó clases en el Colegio de Guayana entre 1853 y 1854. En 1863 estuvo vinculado a la Logia Masónica, Asilo de la Paz.
En 1867 colaboró con la edificación de un monumento escultórico al Libertador, copia en bronce de la obra de Pietro Tenerani, y fue finalmente inaugurada en 1869 en Ciudad Bolívar.
El último año de referencia que se tiene de su actividad artística y personal fue en 1872, cuando participó en la Primera Exposición Anual de Bellas Artes, organizada por el inglés James Mudie Spence, realizada en el Café Ávila, donde exhibió un escudo de Venezuela hecho de porcelana que fue obsequiado a Spence. Sobre este escudo se desconoce su paradero, al igual que muchas de las obras que se exhibieron en la exposición y que Spence llevó consigo a Europa.
La fecha y causa de su muerte aún es desconocida. Al igual que sus familiares, sólo se encuentran posibles datos en el Colegio de Guayana en la que se registran dos apellidos Emázabel, por lo que podrían ser hijos o nietos.

## Colecciones
Emeterio Emázabel reprodujo otros dos retratos de Obispos, pintados especialmente para el Palacio Arzobispal: 
- Francisco de Ibarra (1830), Caracas. Existe una réplica realizada por él mismo en la colección Diego Ibarra.

- Ramón Ignacio Mendéz (1830), Caracas. Similar al retrato realizado para Lewis Brian Adams, en la colección Catedral de Caracas.

- En 1830, pintó un retrato del Arzobispo Narciso Coll, que es un derivado de la anterior para la sala capitular de la Catedral de Caracas, de la cual existe una réplica realizada por él mismo en la Colección Luis Coll Pacheco.[4]

## Galería

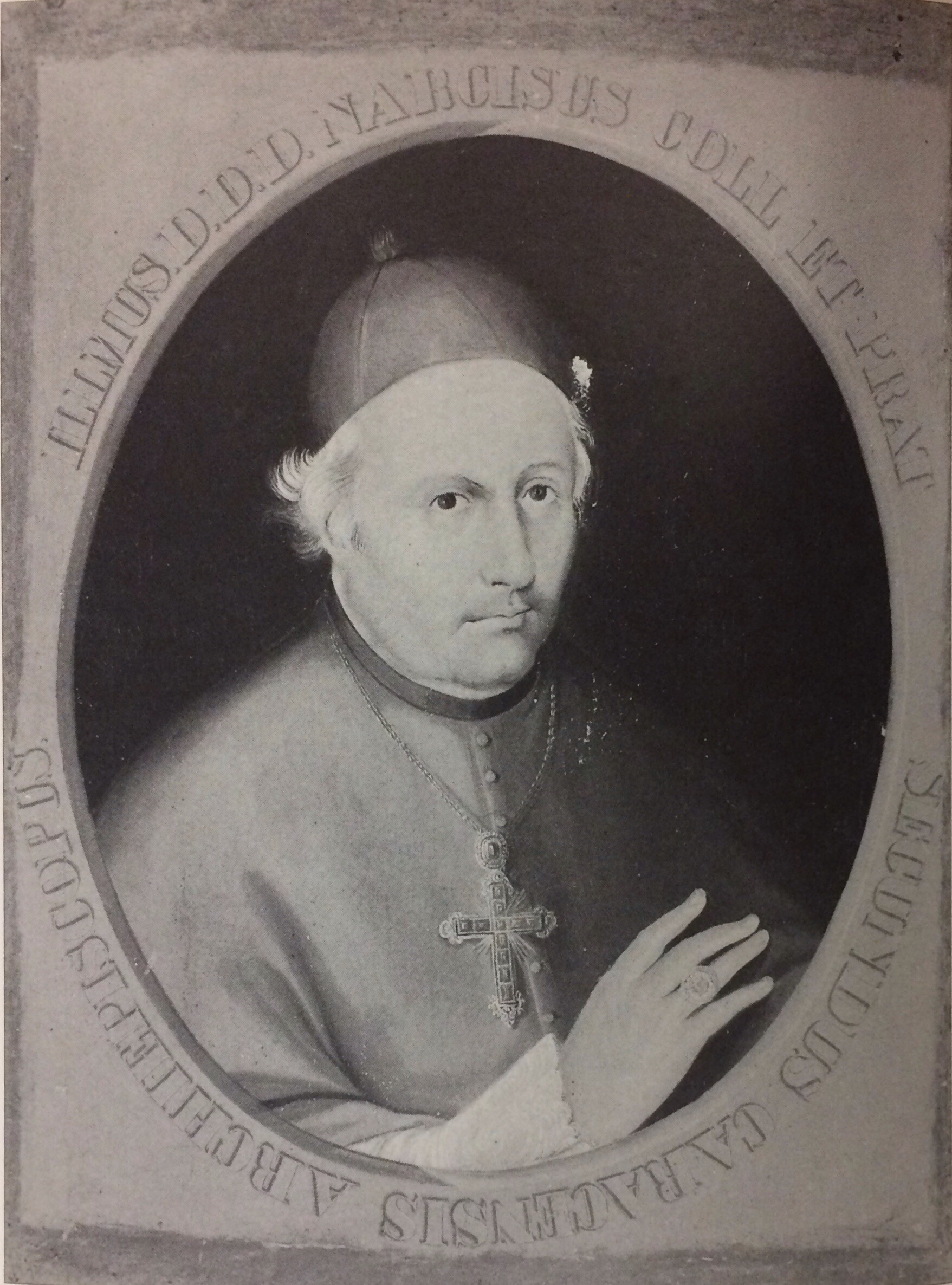
Arzobispo Narciso Coll (1830) realizado por Emeterio Emázabel. Reproducido en Carlos Duarte, Diccionario biográfico documental de pintores, escultores y doradores. Período hispánico venezolano y comienzos del período republicano.
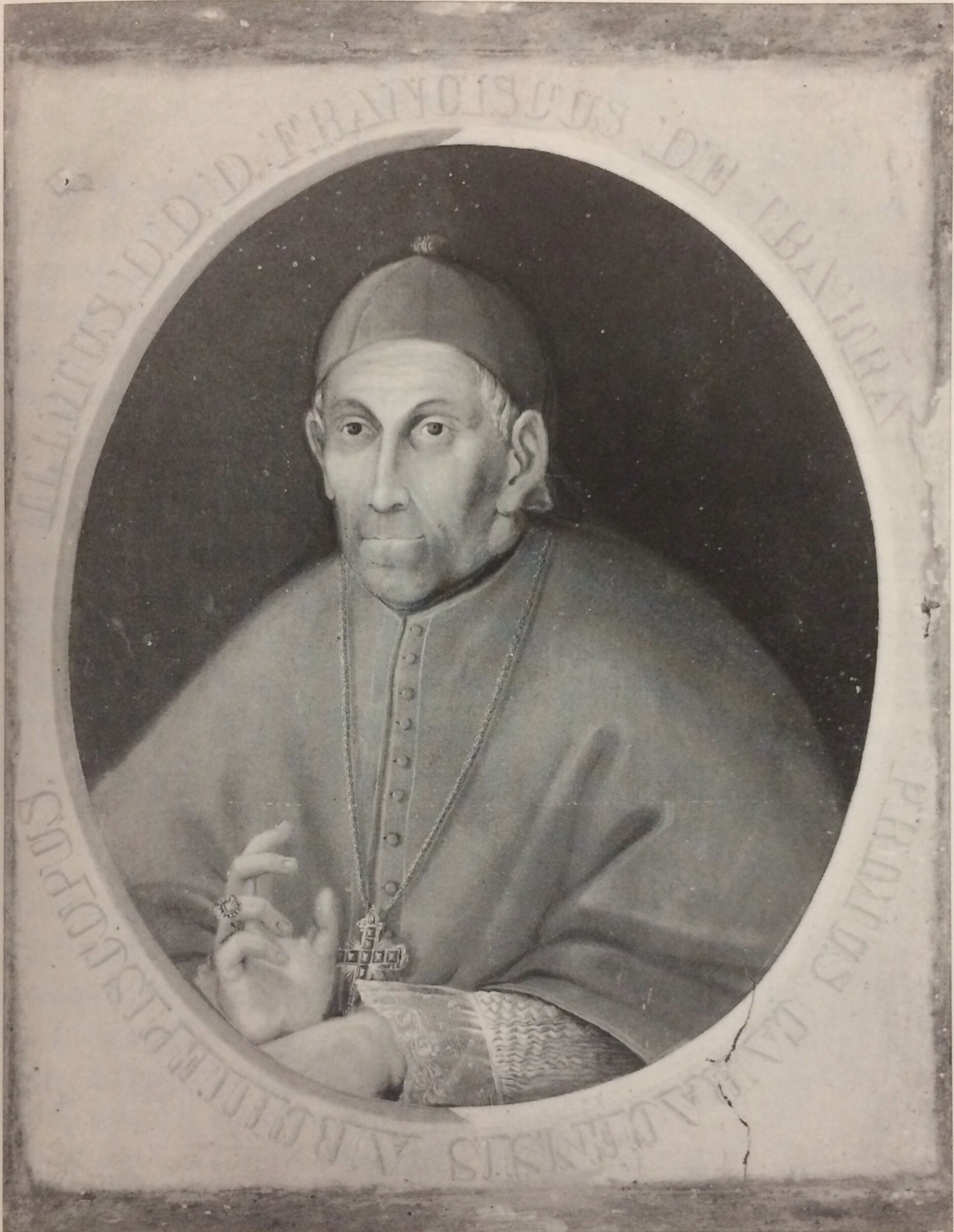
El Arzobispo Francisco de Ibarra (1830) realizado por Emeterio Emázabel. Reproducido en Carlos Duarte, Diccionario biográfico documental de pintores, escultores y doradores. Período hispánico venezolano y comienzos del período republicano.
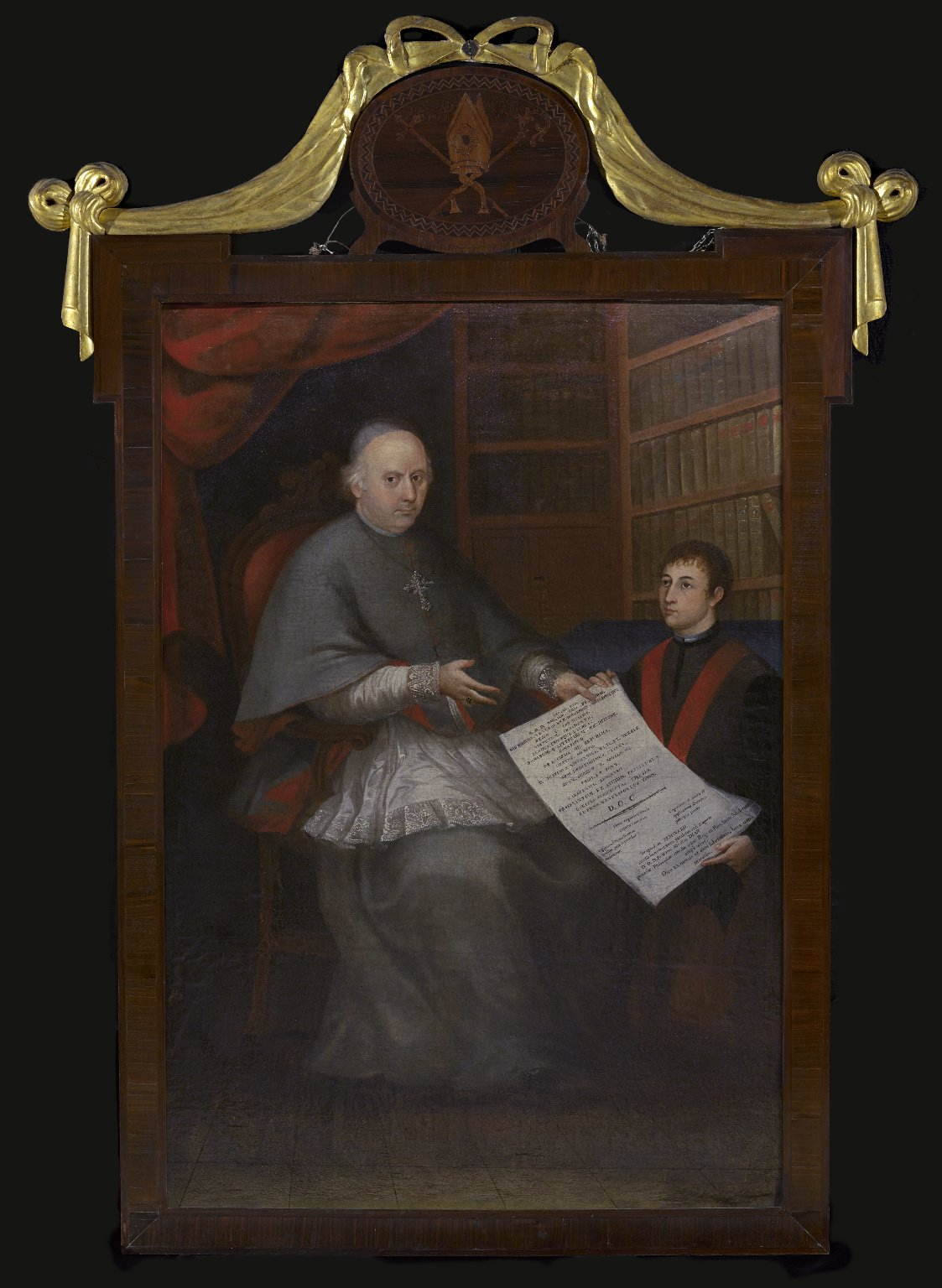
Arzobispo Narciso Coll y Prat and Vicente Aramburu, ca. 1811. óleo sobre tela, 55 1/2 x 37 3/4 in. (141 x 95.9 cm). Obsequiado a Lilla Brown en memoria de su esposo, John W. Brown. Fotografía extraída del Museo Fotográfico de Brooklyn, 2015.